# Córdoba (departman)
Córdoba je kolumbijski departman u sjevernom dijelu države na obali Karipsko mora. Glavni grad je Montería. Prema podacima iz 2005. godine u departmanu živi 1.472.699 stanovnika te je deveti kolumbijski departman po broju stanovnika. Sastoji se od 30 općina.

## Općine
U departmanu Córdoba se nalazi 30 općina:
1. Ayapel
2. Buenavista
3. Canalete
4. Cereté
5. Chimá
6. Chinú
7. Ciénaga de Oro
8. Cotorra
9. La Apartada
10. Lorica
11. Los Córdobas
12. Momil
13. Monitos
14. Montelíbano
15. Montería
16. Planeta Rica
17. Pueblo Nuevo
18. Puerto Escondido
19. Puerto Libertador
20. Purísima
21. Sahagún
22. San Andrés de Sotavento
23. San Antero
24. San Bernardo del Viento
25. San Carlos
26. San José de Uré
27. San Pelayo
28. Tierralta
29. Tuchín
30. Valencia

## Vanjske poveznice
- Službena stranica departmana  Arhivirana inačica izvorne stranice od 6. kolovoza 2004. (Wayback Machine)